# Oeste Futebol Clube (Xaxim)
A Oeste Futebol Clube, ou apenas Oeste, é um clube de futebol brasileiro da cidade de Xaxim, Santa Catarina. Disputou  a Divisão de Acesso do Campeonato Catarinense entre os anos de 2009 e 2014.
O clube estreou em competições profissionais em 2009, na Divisão de Acesso. Em 2012, o clube firmou parceria com o Itajaí Football Club, passando a mandar suas partidas em Itajaí. Em 2013, passou a ter como casa o município de Xaxim. Seu melhor desempenho na Divisão de acesso foi no ano de 2011, quando chegou ao quadrangular final, tendo terminado na quarta colocação. Em 2012 ficou na mesma colocação, mas, o regulamento não previa um quadrangular. Em sua última edição no profissional no ano de 2014, chegou nas semifinais da Série C, tanto no turno quanto no returno. Em ambas as partidas a equipe foi eliminada pelo Sport Club Jaraguá.
A partir da temporada 2015 licenciou-se e não disputou mais jogos profissionais.